# Xã Liberty, Quận Effingham, Illinois
Xã Liberty (tiếng Anh: Liberty Township) là một xã thuộc quận Effingham, tiểu bang Illinois, Hoa Kỳ. Năm 2010, dân số của xã này là 764 người.